# Iraklij Pircchaława
Irakli (ros. Ира́кли), właściwie Iraklij Leonidowicz Pircchaława (ros. Ира́клий Леони́дович Пирцхала́ва; ur. 13 września 1977 w Moskwie) – rosyjski piosenkarz pochodzenia gruzińskiego.

## Życiorys

### Wczesne lata
Urodził się w Moskwie, jest synem inżynier Nany Rożdienownej. W 2010 ukończył studia na Państwowym Uniwersytecie Menedżerskim na specjalności „Menedżment w branży muzycznej”.

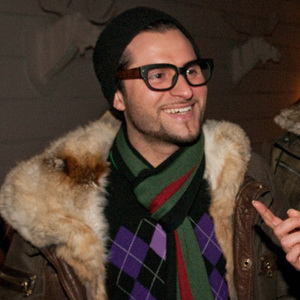
Irakli, 2010

### Kariera
W 2003 wziął udział w drugiej edycji programu Fabrika zwiozd, będącego rosyjską wersją formatu Star Factory. Niedługo po udziale w programie wydał singiel „Wowa-czuma”, który zapowiadał jego debiutancki album studyjny, zatytułowany London Pariż, wydany w 2005.
W 2009 wydał swój drugi album studyjny, zatytułowany Sdielaj szag. W tym samym roku brał udział w czwartej edycji programu Tancy so zwiozdami. Jego partnerką taneczną była Inna Swiecznikowa.
W 2012 otworzył własną restaurację o nazwie WinoGrad. W 2013 brał udział w programie Ostrow, w którym zajął trzecie miejsce. W 2014 uczestniczył w drugiej edycji programu Odin w odin!. Zajął ósme miejsce. 20 października 2016 wydał trzeci album studyjny, zatytułowany Angieły i demony.

### Życie prywatne
Jest żonaty z Sofią Griebienszczikową, z którą ma dwóch synów, Ilję (ur. 2010) i Aleksandra (ur. 2012).

## Dyskografia

### Albumy studyjne
- London Pariż (2004)
- Sdielaj szag (2009)
- Angieły i demony (2016)